# ICD-10 Kapitel V - Psykiske lidelser og adfærdsmæssige forstyrrelser inkl. psykiske udviklingsforstyrrelser
ICD-10 Kapitel V – Psykiske lidelser og adfærdsmæssige forstyrrelser (inkl. psykiske udviklingsforstyrrelser) er det femte kapitel i ICD-10 kodelisten. Kapitlet indeholder psykiske lidelser.
| Kapitel V – Psykiske lidelser og adfærdsmæssige forstyrrelser (inkl. psykiske udviklingsforstyrrelser) (F00-F99)                                        |
| F00-F09 – Organiske psykiske lidelser, dvs. lidelser eller tilstande, der skyldes beskadigelse eller sygdom, der påvirker hjernens funktion.(demens)    |
| --- |
| F00 - Demens ved Alzheimers sygdom |
| F01 - Vaskulær demens |
| F02 - Demens ved andre sygdomme klassificeret andetsteds                                                                                                |
| F03 - Ikke specifiseret demens |
| F04 - Organisk amnestisk syndrom ikke forårsaget af alkohol eller psykoaktive stoffer                                                                   |
| F05 - Delir, ikke fremkaldt af alkohol eller psykoaktive stoffer                                                                                        |
| F06 - Andre psykiske lidelser som følge af hjerneskade, hjernedysfunktion eller legemlig sygdom                                                         |
| F07 - Personligheds- og adfærdsforstyrrelser forårsaget af sygdom, beskadigelse eller dysfunktion af hjernen                                            |
| F09 - Ikke specificeret organisk eller symptomatisk mental lidelse eller personlighedsforstyrrelse                                                      |
| F10-F19 - Psykiske lidelser og adfærdsmæssige forstyrrelser forårsaget af brug af psykoaktive stoffer                                                   |
| F10 - Psykiske lidelser og adfærdsmæssige forstyrrelser forårsaget af brug af alkohol                                                                   |
| F11 - Psykiske lidelser og adfærdsmæssige forstyrrelser forårsaget af brug af opioider                                                                  |
| F12 - Psykiske lidelser og adfærdsmæssige forstyrrelser forårsaget af brug af cannabis                                                                  |
| F13 - Psykiske lidelser og adfærdsmæssige forstyrrelser forårsaget af brug af sedativa eller hypnotika                                                  |
| F14 - Psykiske lidelser og adfærdsmæssige forstyrrelser forårsaget af brug af kokain                                                                    |
| F15 - Psykiske lidelser og adfærdsmæssige forstyrrelser forårsaget af brug af andre centralstimulerende stoffer                                         |
| F16 - Psykiske lidelser og adfærdsmæssige forstyrrelser forårsaget af brug af hallucinogener                                                            |
| F17 - Psykiske lidelser og adfærdsmæssige forstyrrelser forårsaget af brug af tobak                                                                     |
| F18 - Psykiske lidelser og adfærdsmæssige forstyrrelser forårsaget af brug af flygtige opløsningsmidler                                                 |
| F19 - Psykiske lidelser og adfærdsmæssige forstyrrelser forårsaget af brug af multiple eller andre psykoaktive stoffer                                  |
| F20-F29 – Skizofreni, skizotypisk sindslidelse, paranoide sindslidelser, akutte og forbigående psykotiske tilstande samt skizo-affektive sindslidelser. |
| F20 - Skizofreni |
| F21 - Skizotypisk sindslidelse |
| F22 - Paranoide psykoser |
| F23 - Akutte og forbigående psykoser |
| F24 - Induceret psykose |
| F25 - Skizoaffektive psykoser |
| F28 - Andre ikke-organiske psykoser |
| F29 - Ikke specificeret ikke-organisk psykose |
| F30-F39 - Affektive sindslidelser |
| F30 – Manisk enkeltepisode. |
| F31 - Bipolar affektiv lidelse. |
| F32 - Depressiv enkeltepisode. |
| F33 - Periodisk depression. |
| F34 - Vedvarende (kroniske) affektive tilstande. |
| F38 - Andre affektive sindslidelser eller tilstande |
| F39 - Ikke specificeret affektiv sindslidelse eller tilstand                                                                                            |
| F40-F48 – Nervøse og stress-relaterede tilstande tilstande samt tilstande med psykisk betingede legemlige symptomer                                     |
| F40 - Fobiske angsttilstande |
| F41 - Andre angsttilstande |
| F42 - Obsessiv-kompulsiv tilstand |
| F43 - Reaktioner på svær belastning og tilpasningsreaktioner                                                                                            |
| F44 - Dissociative tilstande og forstyrrelser |
| F45 - Somatoforme tilstande |
| F48 - Andre nervøse tilstande |
| F50-F59 – Adfærdsændringer forbundet med fysiologiske forstyrrelser og fysiske faktorer.                                                                |
| F50 - Spiseforstyrrelser |
| F51 - Ikke-organiske søvnforstyrrelser |
| F52 - Ikke-organiske seksuelle funktionsforstyrrelser                                                                                                   |
| F53 - Psykiske lidelser i barselsperioden IKA |
| F54 - Psykiske faktorer forbundet med sygdomme klassificeret andetsteds                                                                                 |
| F55 - Misbrug af ikke-afhængighedsskabende stoffer |
| F59 - Adfærdsændringer forbundet med fysiologiske og fysiske faktorer uden nærmere specificering                                                        |
| F60-F69 – Forstyrrelser og forandringer af personlighedsstruktur og adfærd i voksenalderen.                                                             |
| F60 - Specifikke forstyrrelser af personlighedsstrukturen                                                                                               |
| F61 - Forstyrrelser i personlighedsstruktur af blandet og anden type                                                                                    |
| F62 - Ikke-organiske personlighedsændringer |
| F63 - Patologiske vane- og impulshandlinger |
| F64 - Kønsidentitetsforstyrrelser |
| F65 - Seksuelle afvigelser |
| F66 - Seksuelle udviklings- og orienteringsforstyrrelser                                                                                                |
| F68 - Andre forstyrrelser i personlighedsstruktur og adfærd hos voksne                                                                                  |
| F69 - Forstyrrelser i personlighedsstruktur og adfærd uden nærmere specificering                                                                        |
| F70-F79 – Mental retardering |
| F70 - Mental retardering af lettere grad |
| F71 - Mental retardering af middelsvær grad |
| F72 - Mental retardering af sværere grad |
| F73 - Mental retardering i sværeste grad |
| F78 - Anden mental retardering |
| F79 - Mental retardering uden nærmere specificering |
| F80-F89 – Psykiske udviklingsforstyrrelser. |
| F80 - Specifikke udviklingsforstyrrelser af tale og sprog                                                                                               |
| F81 - Specifikke udviklingsforstyrrelser af skolefærdigheder                                                                                            |
| F82 - Specifikke udviklingsforstyrrelser af motoriske færdigheder                                                                                       |
| F83 - Blandede udviklingsforstyrrelser af specifikke færdigheder                                                                                        |
| F84 - Gennemgribende mentale udviklingsforstyrrelser |
| F88 - Andre psykiske udviklingsforstyrrelser |
| F89 - Psykiske udviklingsforstyrrelser uden nærmere specificering                                                                                       |
| F90-F98 – Adfærds- og følelsesmæssige forstyrrelser opstået i barndom eller opvækst.                                                                    |
| F90 - Hyperkinetiske forstyrrelser |
| F91 - Adfærdsforstyrrelser |
| F92 - Blandede adfærds- og følelsesmæssige forstyrrelser                                                                                                |
| F93 - Emotionelle forstyrrelser opstået i barndommen |
| F94 - Sociale funktionsforstyrrelser i barndom og adolescens                                                                                            |
| F95 - Tics |
| F98 - Andre adfærdsmæssige og emotionelle forstyrrelser opstået i barndom eller adolescens                                                              |
| F99 - Ikke nærmere specificerede psykiske lidelser |
| F99 - Psykiske lidelser eller forstyrrelser ikke nærmere specificeret                                                                                   |

| Lægevidenskab | Spire Denne artikel om lægevidenskab er en spire som bør udbygges. Du er velkommen til at hjælpe Wikipedia ved at udvide den. |